# Iginia (traghetto 2021)
La Iginia è un traghetto ferroviario in servizio per Rete Ferroviaria Italiana, destinato al trasporto di rotabili ferroviari, autovetture e passeggeri nello stretto di Messina. Arrivata a Messina a inizio novembre 2021, è entrata in servizio il 7 marzo 2022 presso il porto di Messina.

## Storia operativa
La nave, che eredita il nome dalla precedente Iginia, traghetto di RFI costruito nei Cantieri Navali del Tirreno e Riuniti di Ancona per il trasporto di convogli ferroviari, autoveicoli e passeggeri nello stretto di Messina, in servizio dal 1º ottobre 1969 al 23 dicembre 2013, è entrata in servizio il 7 marzo 2022 viene inaugurata presso il porto di Messina e andrà a sostituire la vecchia nave Villa del 1985.
Ad aprile 2023 la nave è giunta al porto di Genova presso il cantiere costruttore per effettuare degli interventi tecnologici che hanno portato all'installazione di motori elettrici da utilizzare per le manovre d'ingresso e uscita dai porti. Tale intervento ha convertito il traghetto in una nave ibrida.

## Caratteristiche tecniche
Essendo gemella della nave Messina, dispone di un ponte a quattro binari che può caricare, alternativamente, 138 automobili, 24 rimorchi, 19 ferrocisterne, 27 carri ferroviari o 15 carrozze mediante la celata prodiera o la rampa di poppa.
Proprio come la gemella, la propulsione avviene tramite tre propulsori azimutali poppieri, due eliche di manovra e un timone di prua che agevolano la manovrabilità della nave, riconoscibile per la prua discendente e per la coppia di ciminiere (considerato che tradizionalmente ne è presente solo una sui traghetti delle Ferrovie dello Stato).

## Navi gemelle
- Messina